# Johan Thomson
Johan August Thomson, född den 20 augusti 1849 i Lokrume socken, Gotlands län, död den 7 mars 1918 i Östersund, var en svensk jurist. 
Thomson avlade mogenhetsexamen i Visby 1870, blev samma år student vid Uppsala universitet och avlade examen till rättegångsverken där 1873. Han blev vice häradshövding 1878, tjänstgjorde åren 1877–1886 som tillförordnad domhavande och utnämndes 1886 till häradshövding i Jämtlands östra domsaga, från vilket ämbete han erhöll avsked 1914. Thomson blev riddare av Nordstjärneorden 1896.